# IC 3868
IC 3868 је спирална галаксија у сазвјежђу Береникина коса која се налази на листи објеката дубоког неба у Индекс каталогу.
Деклинација објекта је + 18° 59' 26" а ректасцензија 12h 54m 20,9s. Привидна величина (магнитуда) објекта IC 3868 износи 15,7 а фотографска магнитуда 16,5. IC 3868 је још познат и под ознакама Reiz 1981.